# 데카메론 (1971년 영화)
《데카메론》(이탈리아어: Il Decameron)은 1971년 개봉한 이탈리아의 코미디 옴니버스 영화이다. 피에르 파올로 파솔리니가 감독과 각본을 맡았으며, 파솔리니의 인생 삼부작 중 첫 번째 작품이다. 제21회 베를린 영화제에서 심사위원특별상을 수상한 작품이다.

## 출연

### 주연
- 프랑코 치티
- 니네토 다볼리

### 조연
- 빈첸초 아마토

## 기타
- 미술: 단테 페레티
- 의상: 다닐로 도나티